# The Soul Album
| Recensione              | Giudizio        |
| ----------------------- | --------------- |
| AllMusic                | [ 1 ]           |
| Sputnikmusic            | 4.2 (Excellent) |
| Dizionario del Pop-Rock | [ 3 ]           |
| 24.000 dischi           | [ 4 ]           |

The Soul Album è il quarto album di Otis Redding, pubblicato dalla Volt Records nell'aprile del 1966.
Il disco contiene un solo brano entrato nelle classifiche statunitensi di Pop e di Rhythm & Blues: Just One More Day (#85 Pop e #15 Rhythm & Blues, 1966).

## Tracce
Lato A
1. Just One More Day – 2:55 (Otis Redding, Steve Cropper, McElvoy Robinson) – Registrato il 5 novembre del 1965 a Memphis (TN)
2. It's Growing – 2:40 (Smokey Robinson, Warren Moore) – Registrato il 2 agosto 1966 a Memphis (TN)
3. Cigarettes and Coffee – 4:00 (Edward Thomas, Jay Walker, Jerry Butler) – Registrato il 2 agosto 1966 a Memphis (TN)
4. Chain Gang – 2:58 (Sam Cooke, Charles Cooke) – Registrato il 2 agosto 1966 a Memphis (TN)
5. Nobody Knows You (When You're Down and Out) – 3:10 (Jimmy Cox) – Registrato il 2 agosto 1966 a Memphis (TN)

Lato B
1. Good to Me – 3:45 (Julius Green, Otis Redding) – Registrato il 2 agosto 1966 a Memphis (TN)
2. Scratch My Back – 2:45 (James Moore) – Registrato il 2 agosto 1966 a Memphis (TN)
3. Treat Her Right – 2:10 (Roy Head) – Registrato il 2 agosto 1966 a Memphis (TN)
4. Everybody Makes a Mistake – 3:00 (Al Isbell, Eddie Floyd) – Registrato il 2 agosto 1966 a Memphis (TN)
5. Any Ole Way – 2:32 (Otis Redding, Steve Cropper) – Registrato il 9 febbraio del 1966 a Memphis (TN)
6. 634-5789 – 2:50 (Eddie Floyd, Steve Cropper) – Registrato il 2 agosto 1966 a Memphis (TN)

## Formazione
- Otis Redding - voce
- Booker T. Jones - tastiera, pianoforte
- Isaac Hayes - tastiera, pianoforte
- Steve Cropper - chitarra
- Donald Dunn - basso
- Al Jackson Jr. - batteria
- Wayne Jackson - tromba
- Sammy Coleman - tromba
- Gene Miller - tromba
- Andrew Love - sassofono tenore
- Charles Packy Axton - sassofono tenore
- Floyd Newman - sassofono baritono

Note aggiuntive
- Jim Stewart - supervisore e produttore
- Peter Levy - fotografia copertina frontale album
- Paul C. Acree Jr. - fotografie retrocopertina album
- Loring Eutemey - design album